# Nordbiboki
Nordbiboki (indonesisch Biboki Utara) ist ein indonesischer Distrikt (Kecamatan) im Westen der Insel Timor.

## Geographie
| „Dorf“ (Desa/Kelurahan) | Verwaltungssitz | Fläche    | Einwohner | Bevölkerungs- dichte |
| ----------------------- | --------------- | --------- | --------- | -------------------- |
| Sapaen                  | Sapaen          | 6,30 km²  | 817       | 130                  |
| Taunbaen                | Oenali          | 11,20 km² | 813       | 73                   |
| Tualene                 | Inggureo        | 18,00 km² | 1.882     | 105                  |
| Biloe                   | Neofana         | 16,50 km² | 1.398     | 85                   |
| Hauteas                 | Lurasik         | 6,40 km²  | 1.164     | 182                  |
| Boronubaen              | Aibano oan      | 18,00 km² | 1.793     | 64                   |
| Lokomea                 | Brseon          | 28,20 km² | 950       | 53                   |
| Ostboronubaen           | Oeroki          | 20,00 km² | 840       | 42                   |
| Westhauteas             | Banoko          | 5,60 km²  | 781       | 139                  |
| Osttaunbaen             | Neofmuti        | 8,50 km²  | 738       | 87                   |

Der Distrikt befindet sich im Nordosten des Regierungsbezirks Nordzentraltimor (Timor Tengah Utara) der Provinz Ost-Nusa-Tenggara (Nusa Tenggara Timur). Im Norden liegt der Distrikt Biboki Feotleu, im Westen Südbiboki (Biboki Selatan) und im Südwesten Biboki Tanpah. Im Nordosten grenzt Nordbiboki an den Regierungsbezirk Belu mit seinem Distrikt Westtasifeto (Tasifeto Barat) und im Südosten an den Regierungsbezirk Malaka mit seinem Distrikt Rai Manuk.
Nordbiboki hat eine Fläche von 138,70 km² und teilt sich in die neun Desa Tualene und Boronubaen im Süden, Hauteas und Westhauteas (Hauteas Barat) im östlichen Zentrum, Lokomea und Biloe im Norden und Sapaen, Taunbaen und Osttaunbaen (Taunbaen Timur) im Westen. Dazu kommt noch das Kelurahan Ostboronubaen (Boronubaen Timur) im Osten. Der Verwaltungssitz befindet sich in Boronubaen. In einer Meereshöhe von über 700 m liegen die Desas Sapaen, Taunbaen, Biloe und zwischen 500 m und 700 m liegt das restliche Territorium des Distrikts. Das Klima teilt sich, wie sonst auch auf Timor, in eine Regen- und eine Trockenzeit.

## Flora
Im Distrikt finden sich Vorkommen von Lontarpalmen, Bambus, Kokospalmen, Teak, Mahagoni und Lamtoro.

## Einwohner
2017 lebten in Nordbiboki 11.176 Einwohner. 5.575 waren Männer, 5.601 Frauen. Die Bevölkerungsdichte lag bei 81 Personen pro Quadratkilometer. 9.852 Personen bekannten sich zum katholischen Glauben, 1.306 waren Protestanten und 18 Personen muslimischen Glaubens. Im Distrikt gab es sieben katholische und vier protestantische Kirchen.

## Wirtschaft, Infrastruktur und Verkehr
Die meisten Einwohner des Distrikts leben von der Landwirtschaft. Als Haustiere werden Rinder (6.794), Pferde (22), Schweine (3.719), Ziegen (2.398), Enten (471) und Hühner (21.722) gehalten. Auf 996 Hektar wird Mais angebaut, auf 1.468 Hektar Reis, auf 228 Hektar Maniok, auf 40 Hektar Süßkartoffeln, auf 35 Hektar Erdnüsse und auf 18 Hektar grüne Bohnen. Weitere landwirtschaftliche Produkte sind Zwiebeln, Kohl, Senf, Chili, Tomaten, Wasserspinat und Spinat.
In Nordbiboki gibt es elf Grundschulen, fünf Mittelschulen und eine weiterführende Schule. Zur medizinischen Versorgung stehen ein kommunales Gesundheitszentrum (Puskesmas), zwei medizinische Versorgungszentren (Puskesmas Pembantu) und sieben Hebammenzentren (Polindes) zur Verfügung.
Der öffentliche Verkehr wird betrieben durch vier Kleinbusse, 36 Pick Ups, zwölf Lastwagen, sechs Busse und 95 Motorrädern.